# 回隆寺
回隆寺，位于中国广东省阳江市阳西县塘口镇竹迳白石村，为阳西县文物保护单位，类型为古建筑，公布时间为2002年。
回隆寺的历史年代为明代。